# Chiesa della Beata Vergine del Rosario (Fiumefreddo di Sicilia)

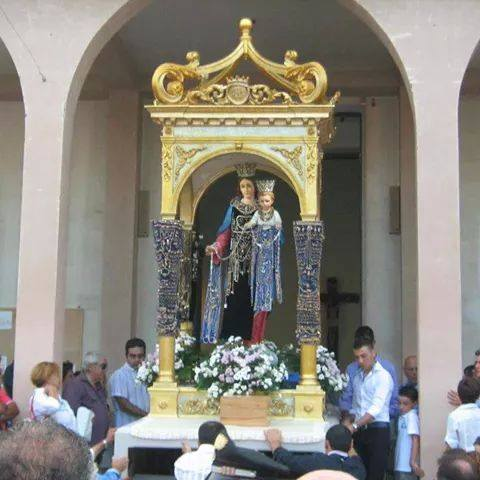
La tradizionale festa in onore di Maria SS. della Catena

La chiesa di Maria Santissima del Rosario è un tempio sacro cattolico, situato a Fiumefreddo di Sicilia. Al suo interno si celebra il culto in onore della Madonna del Rosario e della Madonna della Catena, festeggiata la prima domenica di settembre.

## Storia
La chiesa è meglio nota come la "chiesa del Castello" perché il piccolo edificio originale seicentesco era annesso ad una torre cinquecentesca eretta a difesa delle campagne e delle acque. Fu presso questa chiesetta che si costituirono la prima parrocchia e il primo nucleo abitato di Fiumefreddo, da cui derivò la nuova cittadina. Alla fine del secolo all'interno della chiesetta si custodivano gli altari della Madonna del Rosario, di San Giuseppe e di Santa Lucia nonché un quadro della Madonna della Catena (oggi non più presente); ad essi, tuttavia, agli inizi del XX secolo, il popolo volle aggiungere un nuovo altare dedicato proprio alla Vergine della Catena, con una statua che la raffigura. Dopo i bombardamenti del secondo conflitto mondiale, che fecero crollare gran parte dell'edificio (danneggiando enormemente anche il simulacro della Madonna del Rosario, di cui si ritrovò intatto solo il Bambinello) si costruì sullo stesso luogo una nuova e più grande chiesa, inaugurata soltanto nel 1969. Durante i venti anni di costruzione della nuova chiesa, le statue della Madonna della Catena e gli altri simulacri furono ospitati nelle case di alcuni fedeli, mentre un salone rustico appositamente realizzato ospitava le azioni cultuali e le altre attività della parrocchia. Ogni anno, la prima domenica di settembre, viene celebrata con la solenne processione la festa in onore della Madonna della Catena, molto sentita dagli abitanti.

## Descrizione
La chiesa è ad una navata centrale. Le dimensioni della chiesa sono: lunghezza totale: 36 metri; lunghezza della navata: 21 metri; larghezza totale: 23 metri; larghezza della navata centrale: 9,40 metri. La facciata della chiesa è preceduta da un portico con 7 arcate in cemento armato intonacato. La facciata è a capanna intonacata, sul colmo c’è una croce metallica. Il campanile in cemento armato, ed è rimasto incompleto. La pavimentazione interna è in marmo bianco di Carrara, rosso e grigio Bardiglio. Il portico è pavimentato in grès porcellanato. Il manto di copertura è in coppi e tegole alla marsigliese. 
Il progetto di adeguamento liturgico della chiesa, secondo le indicazioni del Concilio Vaticano II, è concepito a partire dalla dimensione d'impianto della chiesa e, più precisamente, dalla forma rettangolare in marmo bianco con percorso centrale in marmo rosso delimitato ai bordi laterali da marmo grigio. Nel 2011 il presbiterio è stato oggetto di alcuni lavori che meglio intendono tradurre gli orientamenti dell’adeguamento liturgico scaturite nel Concilio Vaticano II, nello specifico è stato oggetto di lavori l’ambone.

### La nuova chiesa
All'interno della nuova chiesa si conservano i simulacri che erano presenti nel vecchio edificio e la particolare "Via Crucis" collocata su 14 pannelli in terracotta policroma patinata delle dimensioni di 120 cm x 283 cm, raffiguranti “le stazioni della Via Dolorosa”. Questi pannelli sono opera dello scultore Salvatore Incorpora di Linguaglossa. La particolarità di questi pannelli sta nel fatto che non seguono la tradizione classica, ma seguono la Passione di Gesù raccontata dai Vangeli.